# NGC 5502
NGC 5502 (NGC 5503) é uma galáxia espiral (S) localizada na direcção da constelação de Ursa Major. Possui uma declinação de +60° 24' 36" e uma ascensão recta de 14 horas, 09 minutos e 33,9 segundos.
A galáxia NGC 5502 foi descoberta em 9 de Maio de 1885 por Edward D. Swift.
Essa galáxia está localizada a aproximadamente 406 anos-luz de distância da terra 